# Amorphophallus echinatus
Amorphophallus echinatus är en kallaväxtart som beskrevs av Josef Bogner och Simon Joseph Mayo. Amorphophallus echinatus ingår i släktet Amorphophallus och familjen kallaväxter. Inga underarter finns listade.